# Parrya pulvinata
Parrya pulvinata là một loài thực vật có hoa trong họ Cải. Loài này được M. Pop. in Komarov mô tả khoa học đầu tiên năm 1939.